# Het Urker Mannenkoor 'Hallelujah'
Het Urker Mannenkoor 'Hallelujah' werd opgericht op 8 februari 1897 in Urk en is daarmee het oudste koor van Urk. Het koor is een zangvereniging met een christelijk karakter en staat onder leiding van dirigent Bert Moll. Het telt tachtig leden, onder wie veel jongeren.
Het repertoire bestaat uit psalmen, christelijke liederen in diverse talen en klassieke koorwerken. Regelmatig verschijnen nieuwe geluidsdragers. Vanwege de grote verdiensten voor de (christelijke) muziek werd het koor onderscheiden met de Koninklijke Erepenning.